# Еманюель Ле Руа Ладюрі
Еманюе́ль Ле Руа Ладюрі́ (фр. Emmanuel Le Roy Ladurie; 19 липня 1929 — 22 листопада 2023) — французький історик. Один з представників Школи Анналів.

## Біографія
Син Жака Ле Руа Ладюрі, колишнього міністра сільського господарства часів урядування маршала Петена. Закінчив Вищу нормальну школу та докторантуру в Сорбонні.
З 1973 професор Колеж де Франс, окрім інших посад в 1987—1994 рр. також очолював Національну бібліотеку Франції.

## Наукова діяльність
Сфера науково-дослідницьких зацікавлень — структура повсяденного життя селян Середньовіччя та раннього Нового Часу, особливо в регіоні Лангедок-Русійон. Автор історичного бестселера Montaillou, village occitan, 1975 (Монтаю, окситанське село).
Еманюель Ле Руа Ладюрі вважається одним з піонерів методу Історичної антропометрії.

## Праці, перекладені українською
- Коротка історія клімату: від середньовіччя до наших днів / Пер. з фр. А.Рєпи. Київ: Ніка-Центр, 2009. ISBN 978-966-521-464-6
- Відкритість. Суспільство. Влада. Від Нантського едикту до падіння комунізму / Авт.-упорядник Е. Ле Руа Ладюрі у співпраці з Г. Буржуа. — Пер з фр. Є. Марічева. — К.: Ніка-Центр, 2008. ISBN 978-966-521-462-5

## Праці
- Les Paysans de Languedoc. — 1966
- Montaillou, village occitan. 1975, ISBN 0-394-72964-1 (English), ISBN 2-07-032328-5 (French) ISBN 3-608-93025-6 (Deutsch)
- Le Territoire de l'historien Vol. 1 — 1973
- Le Territoire de l'historien Vol. 2 — 1978
- Le Carnaval de Romans, 1579—1580 — 1980
- Histoire du climat depuis l'An Mil. 1983
- L'État royal. — 1987
- L'Ancien Régime. — 1991
- Le Siècle des Platter (1499—1628), Le mendiant et le professeur. — 1995
- Saint-Simon, le système de la Cour. — 1997
- Histoire de la France des Régions. — 2001
- Histoire des paysans français, de la peste noire à la Révolution. — 2002
- Histoire humaine et comparée du climat. — 2004
- Abrégé d'Histoire du climat. — 2007